# Aleš Loprais
Aleš Loprais (Olomouc, 1º gennaio 1980) è un pilota di rally ceco, specializzato nei rally raid, nipote del grande Karel Loprais, vincitore di sei Rally Dakar nella categoria camion.

## Biografia
Pilota ufficiale del team Tatra, tra i suoi successi vanta un Silk Way Rally ed un Hungarian Baja.

## Risultati

### Rally Dakar
| Anno | Classe | Scuderia                            | Vettura                | Pos. | TV |
| ---- | ------ | ----------------------------------- | ---------------------- | ---- | -- |
| 2007 | Camion | Loprais Tatra Team                  | Tatra T815             | 3º   | 1  |
| 2009 | Camion | Loprais Tatra Team                  | Tatra T815             | Rit  | 0  |
| 2010 | Camion | Loprais Tatra Team                  | Tatra T815             | Rit  | 0  |
| 2011 | Camion | Loprais Tatra Team                  | Tatra T815             | Rit  | 2  |
| 2012 | Camion | Loprais Tatra Team                  | Tatra Jamal            | Rit  | 1  |
| 2013 | Camion | InstaForex Loprais Team             | Tatra T815             | 6º   | 1  |
| 2014 | Camion | InstaForex Loprais Team             | Tatra Jamal - Queen 69 | 6º   | 2  |
| 2015 | Camion | Eurol/Veka MAN Rally Team           | MAN TGA                | 4º   | 1  |
| 2016 | Camion | Petronas Team InstaForex Iveco      | Iveco Powerstar        | Rit  | 0  |
| 2017 | Camion | Tatra Buggyra Racing                | Tatra Phoenix          | 7º   | 0  |
| 2018 | Camion | InstaForex Loprais Team             | Tatra T815             | Rit  | 1  |
| 2019 | Camion | InstaForex Loprais Team             | Tatra Jamal - Queen 69 | 5º   | 0  |
| 2020 | Camion | InstaForex Loprais Team             | Praga V4S DKR          | 7º   | 0  |
| 2021 | Camion | InstaForex Loprais Praga            | Praga V4S DKR          | 5º   | 0  |
| 2022 | Camion | InstaForex Loprais Praga            | Praga V4S DKR          | 21º  | 0  |
| 2023 | Camion | InstaForex Loprais Praga            | Praga V4S DKR          | Rit  | 2  |
| 2024 | Camion | InstaForex Loprais Praga            | Praga V4S DKR          | 2º   | 3  |
| 2025 | Camion | InstaTrade Loprais Team de Rooy FPT | Iveco Powerstar        | 3º   | 5  |

## Altri risultati
2008
- al Hungarian Baja

2009
- al Silk Way Rally

2011
- al Silk Way Rally

2011
- al Rally del Marocco